# Mads Lerches Gård
|  | Dublet Denne artikel handler om det samme som Borgmestergården (Nyborg). (Diskutér artiklen) |

Mads Lerches Gård er en bygning fra 1601 i Nyborg, der i dag rummer Østfyns Museers afdeling Borgmestergården.

## Historie
Bygningen blev opført i 1601 af Mads Lerche, der på dette tidspunkt var borgmester, rådmand, købmand og tolder. Ved hans død overtog sønnen Jacob Lerche både gården og borgmesterposten og tilføjede i 1630'erne to længer, der blev forbundet med en svalegang, inden han i 1658 døde.
Gården var en af de få bygninger, der overlevede den store bybrand i 1797.
I 1911 blev der stiftet en museumsforening i byen, hvilket fik apoteker A. S. Sibbernsen fra Vester Skerninge på Sydfyn og hans bror I. Sibbernsen, der var bankdirektør i Omaha i USA, til at købe gården. I 1914-1918 blev hele gården restaureret af Mogens Clemmensen og ført tilbage til sit oprindelige udseende. Herefter blev den skænket til Nationalmuseet, mod at den skulle rumme Nyborg Museum og byens første offentlige bibliotek. Frem til 1939 var biblioteket i stueetagen, men blev flyttet til en nyopført bygning, hvorefter Nyborg Museum overtog hele gården. Museet blev i 2009 fusioneret med Kerteminde Museum under navnet Østfyns Museer og huser i dag museets lokalhistoriske samling fra Nyborg og omegn.